# Caeria
Caeria, död 343 f.Kr., var en regerande illyrisk drottning. 
Hon och hennes armé förde krig mot Makedonien och besegrades år 343 av drottning Kynane, som själv dräpte henne.